# Municipio de Pearl (condado de McCook)
El municipio de Pearl (en inglés: Pearl Township) es un municipio ubicado en el condado de McCook en el estado estadounidense de Dakota del Sur. En el año 2010 tenía una población de 39 habitantes y una densidad poblacional de 0,41 personas por km².

## Geografía
El municipio de Pearl se encuentra ubicado en las coordenadas 43°48′19″N 97°32′16″O / 43.80528, -97.53778. Según la Oficina del Censo de los Estados Unidos, el municipio tiene una superficie total de 94.16 km², de la cual 94,14 km² corresponden a tierra firme y (0,03 %) 0,03 km² es agua.

## Demografía
Según el censo de 2010, había 39 personas residiendo en el municipio de Pearl. La densidad de población era de 0,41 hab./km². De los 39 habitantes, el municipio de Pearl estaba compuesto por el 92,31 % blancos, el 2,56 % eran isleños del Pacífico, el 2,56 % eran de otras razas y el 2,56 % eran de una mezcla de razas. Del total de la población el 7,69 % eran hispanos o latinos de cualquier raza.